# История почты и почтовых марок Саксонии
История почты и почтовых марок Саксонии как самостоятельного территориально-государственного образования охватывает в основном следующие периоды развития почтовой связи: домарочный (до 1850), почтовой администрации Королевства Саксония и эмиссий её собственных почтовых марок (1850—1867), а также советской оккупации Германии (1945—1949), во время которой, среди прочих, издавались марки для Восточной и Западной Саксонии.

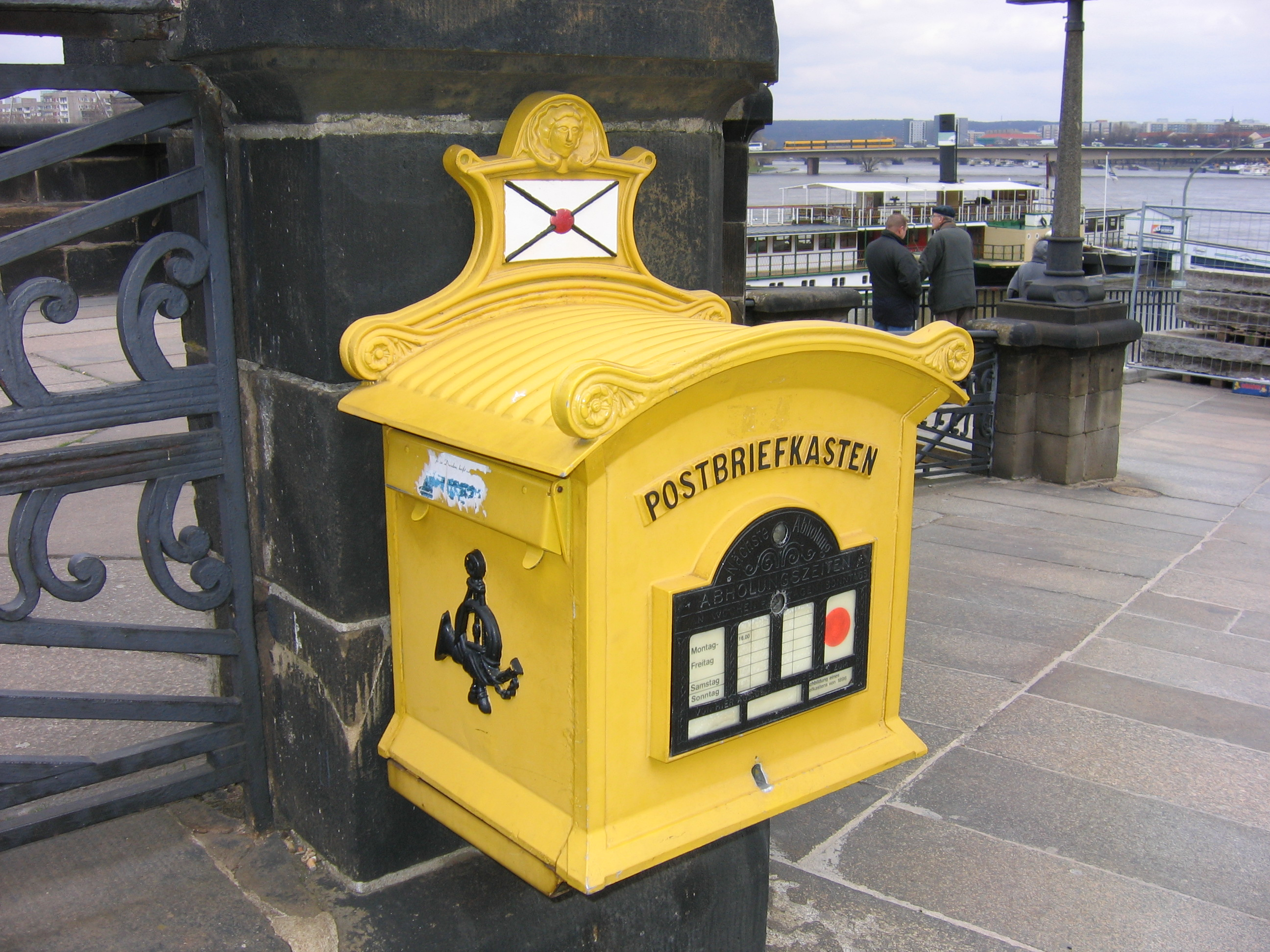
Старинный почтовый ящик в Дрездене, столице Саксонии

## Королевство Саксония

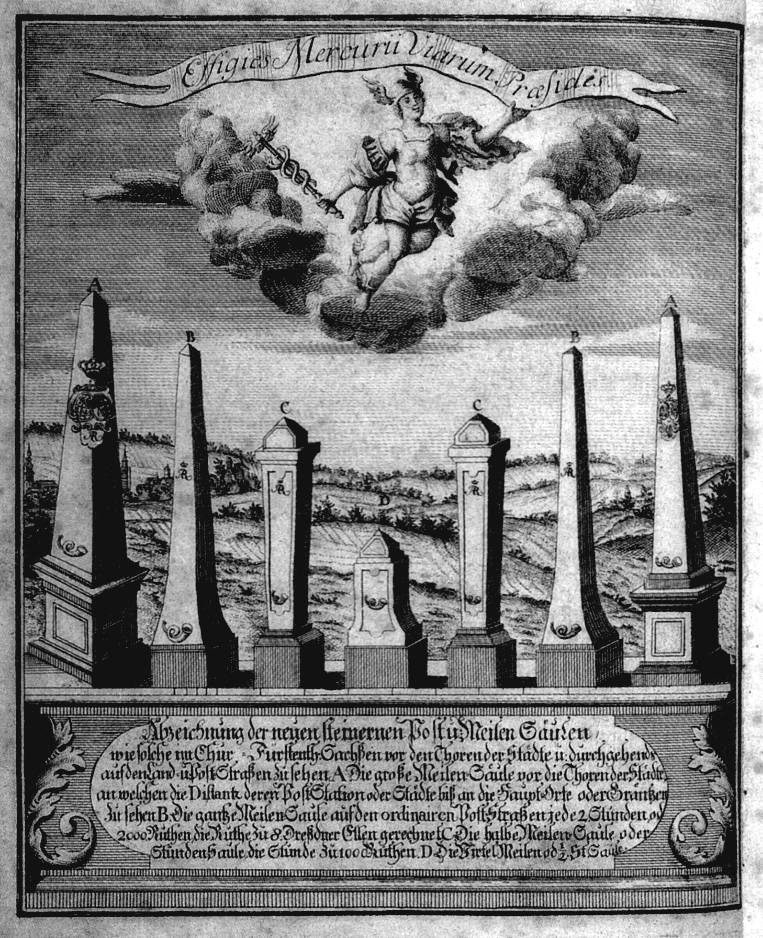
Виды почтовых столбов Саксонии (XVIII век)

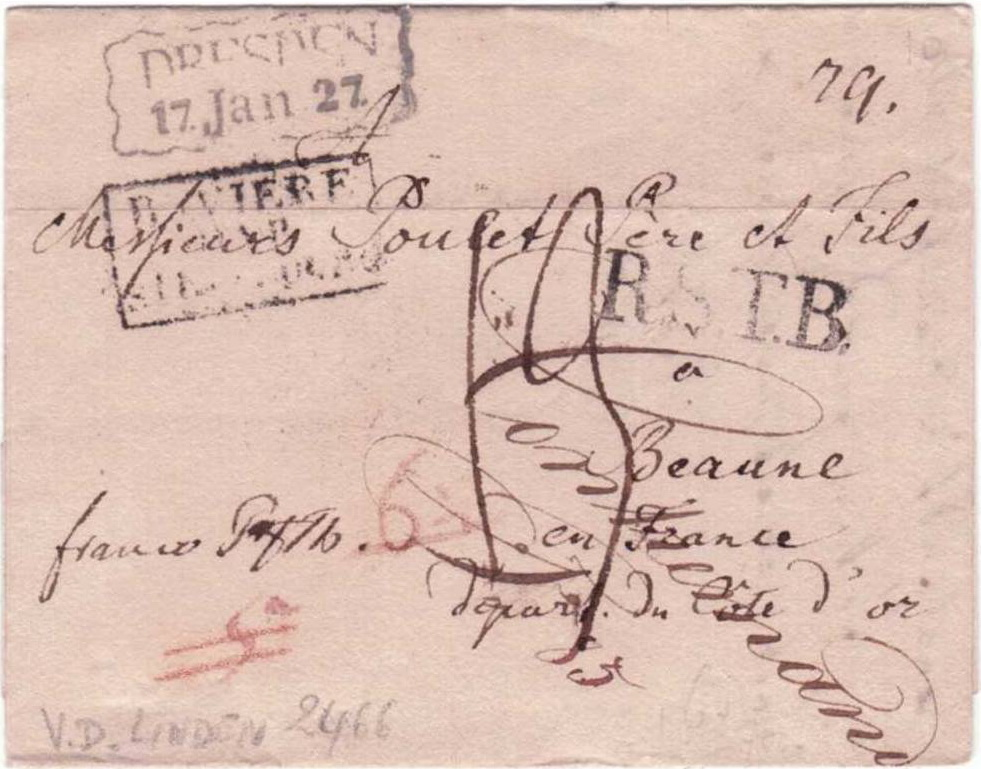
Письмо, отправленное из Дрездена (Королевство Саксония) в Бон (Франция), 1827

### Домарочный период
История почты Свободного государства Саксония — земли в составе современной Федеративной Республики Германия — восходит ещё к XIV веку. Почтовый суверенитет средневековой Саксонии утвердил император Священной Римской империи Карл IV. В 1574 году в Лейпциге открылось почтовое отделение Курфюршества Саксония. Его почтмейстером был некто Фельгенгауэр (нем. Felgenhauer). В 1622—1650 годах почтовые услуги в Саксонии оказывались шведской почтой. В 1670 году была организована почтовая сеть в Верхней Лужице. Главпочтамт располагался в Баутцене. В 1693 году в курфюршестве были приняты первые почтовые правила, а в 1695 году были воздвигнуты первые в мире почтовые дистанционные столбы. В XVIII веке, в правление Августа Сильного и его преемников, территорию курфюршества покрыла густая сеть почтовых дорог, вдоль которых были регулярно установлены почтовые столбы.
Акт об образовании Германского союза от 8 июня 1815 года, своей статьёй 17, наделил почту Турн-и-Таксис исключительным правом осуществлять почтовую связь на территории союзных германских государств, включая Саксонию.
В 1817 году в Лейпциге начали применять домарочные штемпеля. С марта 1818 года штемпеля стали появляться и в других округах. К 1820 году их численность увеличилась до 37.
В 1850 году в Дрездене был создан Австро-Германский почтовый союз. В 1864 году Саксония была приглашена, в числе других заинтересованных государств Европы, на конференцию в Париже, которая открылась 1 марта 1865 года и на которой был образован Международный телеграфный союз (фр. Union internationale du télégraphe) с участием Королевства Саксонии. 1 января 1868 года Саксония вошла в состав Северогерманского союза и соответствовавшего ему Северо-Германского почтового округа.

### Эмиссии марок

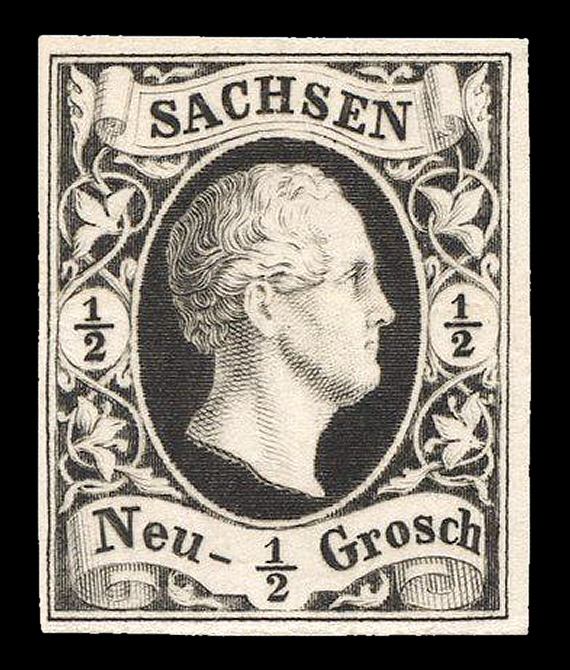
Почтовая марка Саксонии с портретом короля Фридриха Августа II, 1851(Mi #3)

1 июля 1850 года вышла первая марка королевства номиналом в 3 пфеннига — «Саксонская тройка», при изготовлении которой использовалась ксилография. Она относится к бандерольным маркам, так как использовалась для оплаты бандеролей с газетами.
С 1851 по 1863 год выпускались марки с изображением герба и портретами королей — Фридриха Августа II и Иоганна. При этом при изготовлении почтовых марок Саксонии 1851 года применялась калькография — вид гравюры на меди, когда рисунок на пластине делался гравировкой в сочетании с протравливанием кислотой. С 1859 года в качестве почтовых марок использовались также вырезки знаков почтовой оплаты из цельных вещей. Для отделения марок от листа применялась просечка.
В связи с вступлением Саксонии в Северогерманский союз все марки королевства были изъяты из обращения 31 декабря 1867 года. С 1 января 1868 года в обращение поступили марки Северо-Германского почтового округа. Всего за период с 1850 по 1867 год было выпущено 19 почтовых марок Королевства Саксония.
Изъятые из обращения цельные вещи саксонской почты весом несколько центнеров, почтовое ведомство Саксонии предоставило на продажу на первом в мире аукционе знаков почтовой оплаты. Он был проведён в Дрездене в 1868 году.

### Частные почты
В ряде городов Королевства Саксония работали местные почты. В частности, почты были открыты в Вурцене, Лейпциге, Циттау и других саксонских городах. Например, в Циттау в 1887—1900 годах действовали две частные почты, которые имели собственные марки.

## Советское военное управление
В пределах Советской оккупационной зоны Германии в 1945—1946 годах издавались марки для почтовых нужд, в том числе и на территории Саксонии. Они имеют ряд характерных особенностей. Так, например, в условиях недостатка клея для гуммирования марок в этот период применялся так называемый экономный клей, когда клеевой слой наносился не по всей поверхности марочного листа, а с образованием пробелов на бумаге.

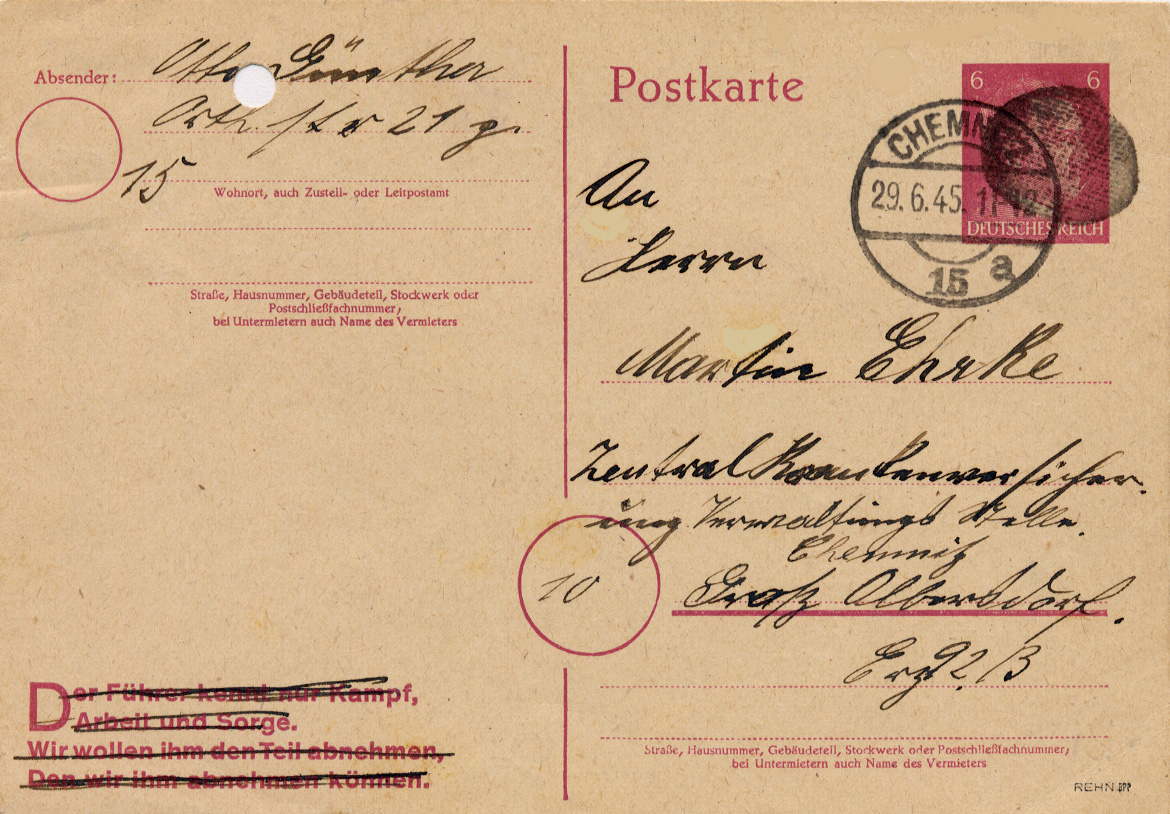
Почтовая карточка с зачернённым знаком почтовой оплаты («саксонское зачернение»), отправленная из Хемница (1945)

### Федеральная земля Саксония
После капитуляции Германии на территории оккупированной Саксонии с помощью советской военной администрации уже в первые дни мая 1945 года была восстановлена деятельность почты. В связи с отсутствием знаков почтовой оплаты в образованной федеральной земле Саксония было разрешено использовать марки прежних выпусков, на которых изображения портретов и нацистской символики были предварительно замазаны чёрной штемпельной краской. Соответствующие распоряжения вышли в Главной почтовой дирекции (ГПД) Хемница 12 мая 1945 года и в ГПД Дрездена 23 мая 1945 года. Подобная обработка знаков почтовой оплаты известна как «саксонское зачернение». Письма, отправленные до 9 мая 1945 года, проходили такую обработку перед доставкой. Так как все зачернения производились почтовыми отделениями самостоятельно, формы и способы были различные. Использовались пробковые и резиновые штемпеля, мазки, отпечатки пальцев и т. д. Аналогичным образом использовались и цельные вещи.
Эти знаки почтовой оплаты находились в обращении до 20 июня 1945 года (ГПД Дрездена) и до 8 августа 1945 года (ГПД Хемница). С 10 августа 1945 года зачернение знаков почтовой оплаты было запрещено. Все марки были изъяты, и в обращение поступили марки ГПД Дрездена (Восточная Саксония) и Лейпцига (Западная Саксония).

### Восточная Саксония

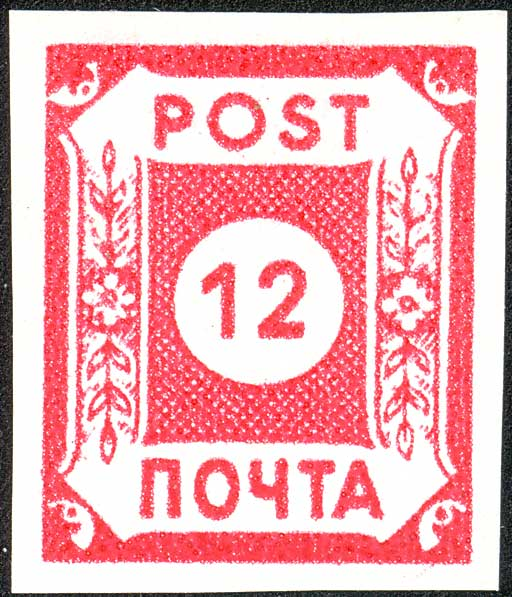
Первая марка Восточной Саксонии «Красная „Почта“», 1945(Mi #41)

ГПД Дрездена была временно объединена с ГПД Хемница. Первая марка Восточной Саксонии номиналом в 12 пфеннигов, выпущенная ГПД Дрездена, поступила в обращение 23 июня 1945 года. Однако уже через несколько часов её изъяли из продажи. Поводом для этого послужила надпись «Почта» на русском языке, что было обусловлено политическими причинами. Эта марка получила среди филателистов название «Красная „Почта“».

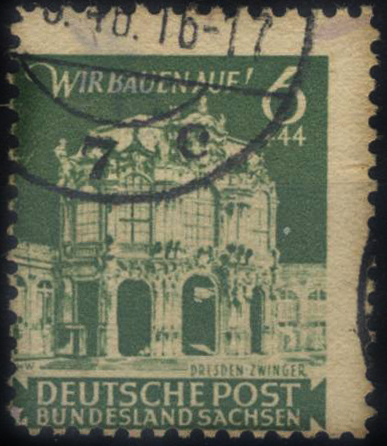
Почтово-благотворительная марка Восточной Саксонии, 1946(Mi #64)

28 июня 1945 года вышел новый вариант марки номиналом в 12 пфеннигов без надписи на русском языке. Позднее появились марки других номиналов. Печатались они на мелованной бумаге типографией Бр. Хёш в Хюттене, а затем типографией Вельцеля в Дрездене. Марки выпускались без зубцов. Однако для удобства почтовых служащих в ряде населённых пунктов они снабжались перфорацией или просечкой. Наиболее известные были сделаны в Косвиге, Кроцше, Лошвице и Гросрёрсдорфе.
Среди филателистов известна ещё одна редкая марка Восточной Саксонии, получившая название «Чёрно-зелёной шестёрки». Она представляет собой редкую разновидность стандартной марки в 6 пфеннигов, изданную ГПД Дрездена в июне 1945 года.
В феврале 1946 года вышла серия из двух почтово-благотворительных марок; их дополнительный сбор шёл в фонд восстановления Дрездена. На марках были изображены Цвингер и новая ратуша и дана надпись «Deutsche Post / Bundesland Sachsen» («Немецкая почта / Федеральная земля Саксония»). Существует большое число разновидностей.
Выпуск марок для Восточной Саксонии продолжался до февраля 1946 года, они имели хождение по всей советской зоне оккупации Германии. Всего было выпущено 65 почтовых марок. Все знаки почтовой оплаты Восточной Саксонии были изъяты из обращения 31 октября 1946 года и заменены марками Контрольного совета в Германии.
ГПД Дрездена выпустила также почтовую карточку номиналом в 6 пфеннигов. В 1946 году она была снабжена надпечаткой красного и чёрного цвета «День филателистов (23 июня 1946 года) в связи с выпуском 1-й дрезденской марки (1945 г.) на земле Саксония».

### Западная Саксония
Выпуск марок ГПД Лейпцига, включавшей в себя часть ГПД Хемница, для Западной Саксонии начался в сентябре 1945 года. В обращение поступила серия из четырёх стандартных марок с изображением цифры номинала. Марки печатались в типографии Гизике и Девриент в Лейпциге.

Первый выпуск Западной Саксонии (1945)
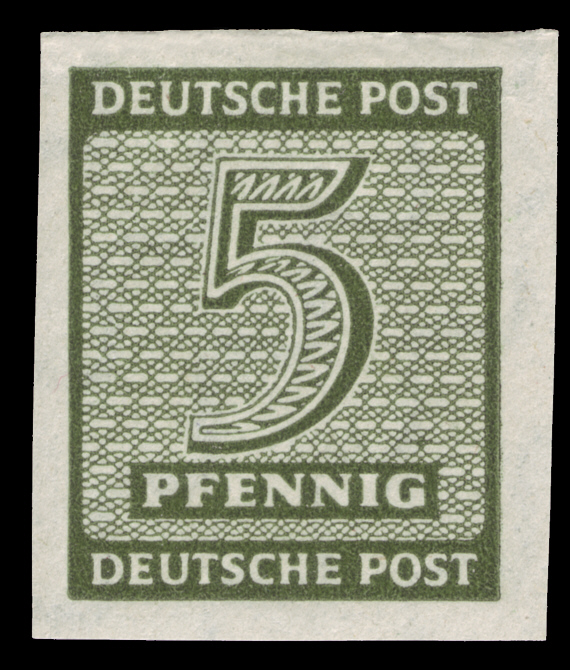
Первая почтовая марка Западной Саксонии (Mi #116Y)
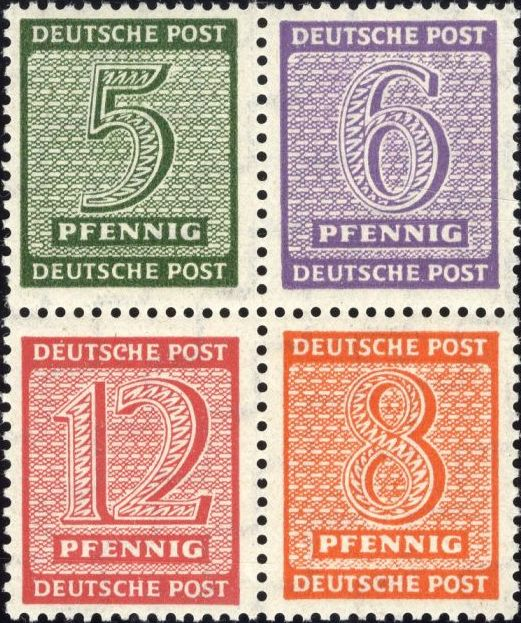
Малый сердечник (Mi #HZ11), состоящий из четырёх марок с изображением разных номиналов

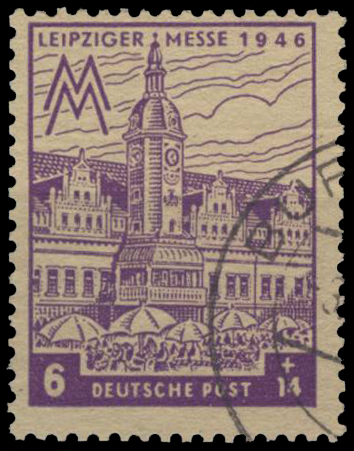
Коммеморативная марка Западной Саксонии, посвящённая Лейпцигской ярмарке, 1946(Mi #162A)

С 18 по 21 октября 1945 года в Лейпциге проходила выставка образцов лейпцигской продукции. В честь этого события были выпущены две марки с изображением выставочного плаката, которые продавались только на территории выставки. Приобрести их можно было только по предъявлении входного билета на ярмарку, в количестве не более пяти серий на один билет. С 24 октября эта серия продавалась на главном почтамте. Для её покупки требовалось уплатить одну рейхсмарку в фонд восстановления города.
В январе 1946 года в обращение поступила почтово-благотворительная серия с доплатой в фонд «Народной солидарности». На миниатюрах художник Отто Горн изобразил цифру номинала в декоративном обрамлении.
В мае 1946 года первая послевоенная Лейпцигская весенняя ярмарка была отмечена выпуском специальной серии памятных марок и блока с изображением Рыночной площади и старой ратуши. В количестве 10 тысяч экземпляров был также выпущен так называемый «Большой ярмарочный блок». Он повторял рисунок почтового блока из серии, но в увеличенном размере — 147 × 209 мм. Блок имеет нумерацию от 1 до 10 тысяч. Продавался он с оттиском специального штемпеля в обложке с памятным текстом, вначале только среди участников ярмарки после уплаты 250 марок. В ноябре—декабре 1946 года он продавался Лейпцигским управлением ярмарок за 300 марок всем желающим. Существует только гашёный специальным штемпелем.
На всех марках Западной Саксонии была надпись: «Deutsche Post» («Немецкая почта»). Всего было выпущено 46 марок и один блок. В 1946 году марки Западной Саксонии были изъяты и заменены марками Контрольного совета в Германии.
ГПД Лейпцига выпускала также почтовые карточки номиналами в 5 и 6 пфеннигов. Существуют два тиража. В 1946 году почтовые отделения Лейпцига использовали одиннадцать специальных штемпелей.

### Местные выпуски
После капитуляции Германии в ряде немецких городов были выпущены местные марки, представлявшие собой главным образом надпечатки на марках прежних выпусков.

#### Бад-Готлойба
В июне 1945 года в Бад-Готлойбе на марках Германии была сделана надпечатка городской печати с гербом города и надписью «Die Stadt Bad Gottleuba» («Город Бад-Готтлейба»).

#### Вурцен
В 1945 году местный выпуск был произведён в Вурцене — на марках Германии была сделана вручную надпечатка орнамента в квадрате. Местная почта работала здесь до 1948 года.

#### Глаухау
В июне 1945 года в Глаухау были выпущены провизорные марки — надпечатка чёрной краской «Kreis Glauchau» («Округ Глаухау») и частично нового номинала на почтовых и служебных марках Германии. Подготовленная в августе 1945 года серия с надпечаткой герба города в обращение не поступила. Известны также пробные экземпляры.
| Местные выпуски послевоенной Саксонии | Местные выпуски послевоенной Саксонии | Местные выпуски послевоенной Саксонии | Местные выпуски послевоенной Саксонии |
| ------------------------------------- | ------------------------------------- | ------------------------------------- | ------------------------------------- |
|                                       |                                       |                                       |                                       |
| Бад-Готлойба                          | Вурцен                                | Глаухау                               | Дёбельн                               |

|       |        |             |
| Лёбау | Хемниц | Шварценберг |

#### Дёбельн
В июне 1945 года в Дёбельне на марке Германии номиналом в 6 пфеннигов была сделана тёмно-фиолетовая надпечатка прямоугольника из «квадратных» точек, названия города «Döbeln» и даты вступления в город советских войск — «6.5.1945». Всего было надпечатано 250 000 марок, из них 160 000 были проданы, остаток тиража уничтожили 13 августа 1945 года.
В марте 1946 года на квартблоках марок Западной Саксонии номиналами в 5 и 15 пфеннигов была сделана надпечатка герба города и надписи на немецком языке «Свободная немецкая молодёжь. Молодёжный комитет города Дёбельн» и нового номинала. Эти марки почтового хождения не имели.

#### Лёбау
30 мая 1945 года в городе Лёбау выпускались провизорные марки, которые использовались во всех почтамтах района Лёбау. Они представляли собой надпечатку ручным штемпелем сине-фиолетовой и чёрной краской буквы «D» в орнаменте на марках Германии с портретом Гитлера. «D» — начальная буква фамилии почтового служащего Дучке. Провизории Лёбау использовались до конца июня 1945 года.

#### Хемниц
В августе 1945 года четвёртым почтовым отделением Хемница на марках прежних выпусков была сделана надпечатка герба города.

#### Шварценберг
В 1945 году в Шварценберге на стандартных марках Германии прошлых выпусков была сделана надпечатка силуэта замка. Надпечатка известна двух типов — с названием города и без него. Марки использовались с июня по август 1945 года.

## Фальсификации
Имеется множество фальсификатов марок Саксонии как самых первых, так и более поздних выпусков.

Марка ГДР (1960) с изображением двух скрещённых мечей(Mi #775)

## Прочее
Сюжеты о самой Саксонии и связанные с ней много раз появлялись на почтовых марках немецких государств. Например, в 1960 году вышла серия из пяти марок ГДР в ознаменование 250-летия государственной фарфоровой мануфактуры в саксонском городе Мейсен. На одной из миниатюр была изображена тарелка со знаком в виде двух скрещённых мечей. Эти мечи являются одним из элементов герба Курфюршества Саксония, а также эмблемой самого предприятия, которой традиционно маркируются изделия из мейсенского фарфора. Мейсен обязан основанием фарфорового производства Августу II Сильному, тогдашнему саксонскому курфюрсту.